# Sterylizator powietrzny

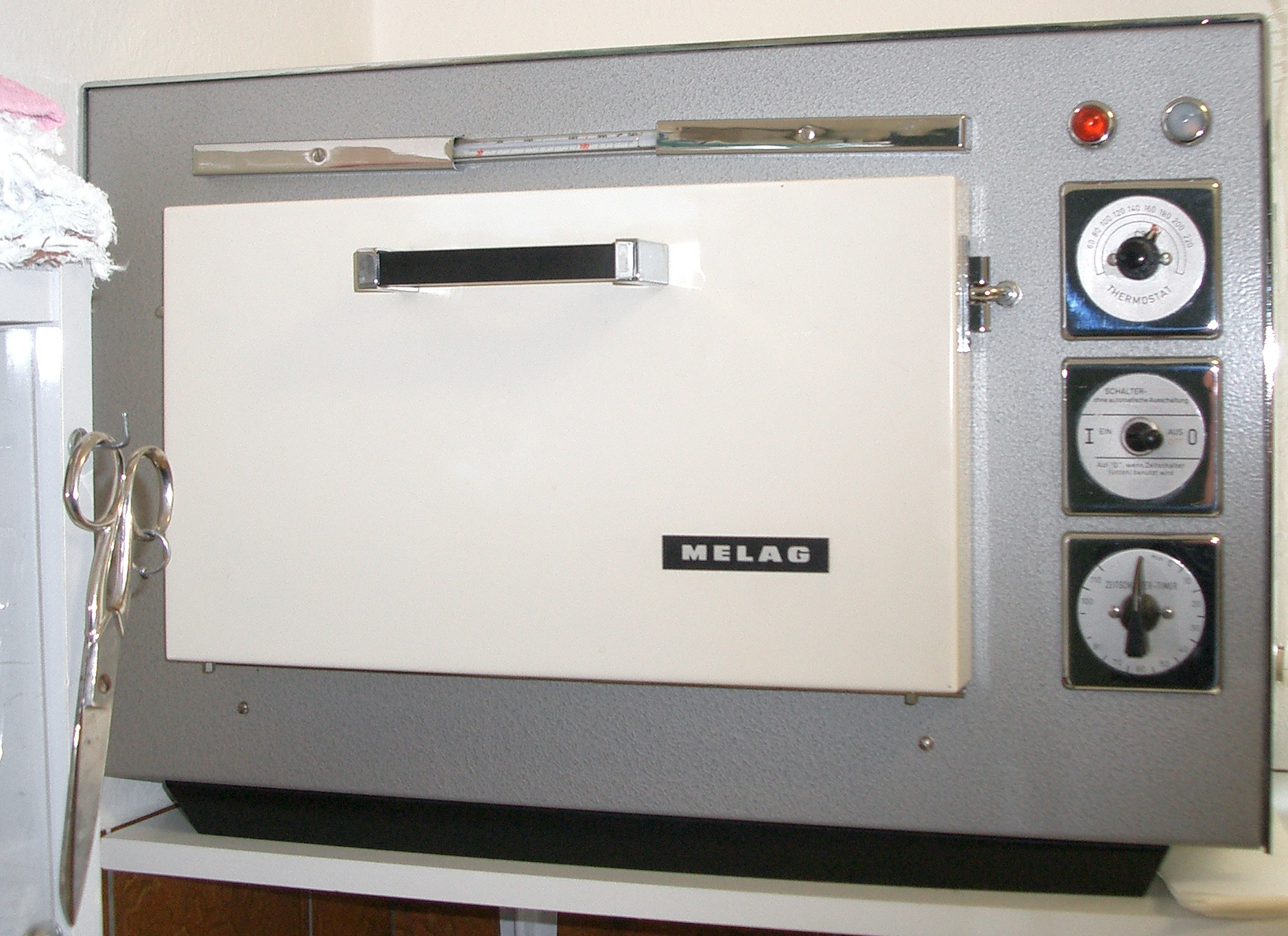
Sterylizator powietrzny

Sterylizator powietrzny – rodzaj sterylizatora (aparatu wyjaławiającego), zbudowany z zamkniętej komory z termoregulacją, wewnątrz której odbywa się cyrkulacja gorącego powietrza. Sterylizacja polega na utlenianiu i inaktywacji składników komórek drobnoustrojów przez gorące suche powietrze. Skuteczność wyjaławiania w sterylizatorze powietrznym jest uwarunkowana utrzymaniem odpowiedniej temperatury przez określony czas.

## Warunki wyjaławiania
Warunki wyjaławianych materiałów zależą w głównej mierze od ich wytrzymałości termicznej. Materiał poddany procesowi wyjaławiania powinien być suchy, czysty i zabezpieczony przed ponownym skażeniem (na przykład za pomocą termoodpornej folii) oraz położony w ten sposób, aby nie utrudniał przedostaniu się do jego wnętrza gorącego powietrza.
- temperatura 140 °C przez 3 godziny
- temperatura 160 °C przez 2 godziny
- temperatura 170–180 °C przez godzinę

## Przykładowe materiały wyjaławiane w sterylizatorze powietrznym
- przedmioty szklane
- przedmioty ceramiczne
- przedmioty metalowe
- substancje odporne na wysoką temperaturę, np.:
  - chlorek sodu
  - talk
  - tlenek cynku
  - oleje roślinne
  - glikole
  - wazelina
  - parafina

W sterylizatorze powietrznym nie można wyjaławiać przedmiotów gumowych, bibuły, opatrunków oraz tworzyw sztucznych.